# Rudno nad Hronom
Rudno nad Hronom és un poble i municipi d'Eslovàquia que es troba a la regió de Banská Bystrica.

## Història
La primera menció escrita de la vila es remunta al 1147.

## Demografia
| Godina             | 1994 | 2004 | 2014   | 2024   |
| ------------------ | ---- | ---- | ------ | ------ |
| Nombre de persones | 580  | 522  | 524    | 511    |
| Diferència         |      | −10% | +0,38% | −2,48% |

| Godina             | 2023 | 2024   |
| ------------------ | ---- | ------ |
| Nombre de persones | 522  | 511    |
| Diferència         |      | −2,10% |